# Mazda 1000
Der Mazda 1000 war ein Pkw der unteren Mittelklasse, den Mazda in Japan von 1967 bis 1978 als Mazda Familia FA2 fertigte. 1968 wurde ihm der Mazda 1200 mit größerem Motor zur Seite gestellt, der 1970 durch den Mazda 1300 abgelöst wurde. Außerdem gab es auch Ausführungen mit Wankelmotor unter dem Namen Mazda Familia Rotary. Ab 1973 gab es eine überarbeitete Baureihe mit den Namen Mazda Familia FA3, die von 1974 bis 1977 auch in Deutschland als Mazda 1000/1300 angeboten wurde. Die nächste Generation Mazda Familia AP startete 1977 im Export als Mazda 323.

## Mazda Familia FA2 Japan / Mazda 1000/1200/1300 Nordamerika 1967–1973

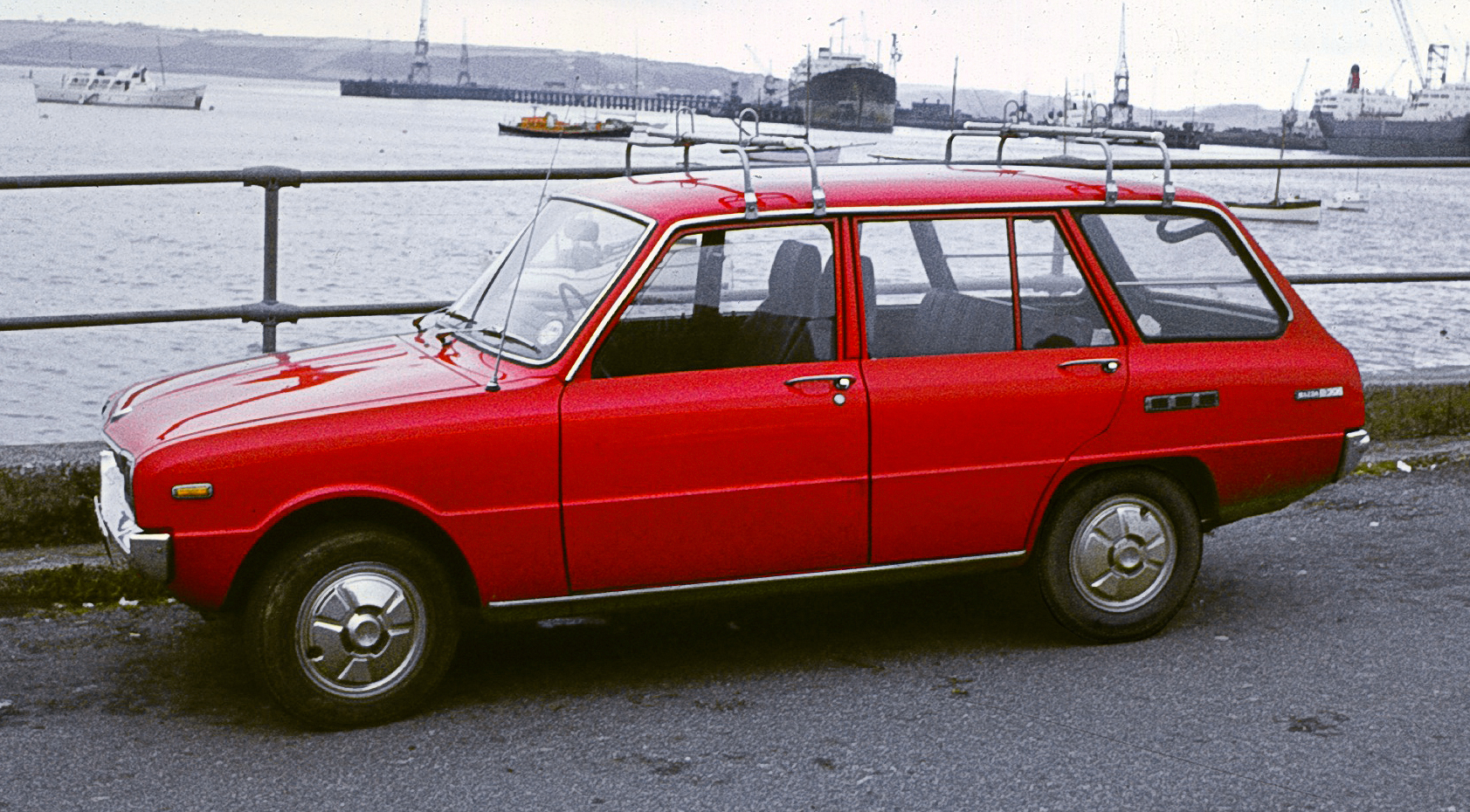
Mazda 1000/1300 Kombi (1973)

1967 wurde der im selben Jahr vorgestellte Vorgänger 1000 als 1000 Deluxe mit größerer Karosserie angeboten. Der Vierzylinder-OHV-Reihenmotor mit 987 cm³ Hubraum und einer Leistung von 58 bhp (43 kW) bei 6000 min−1 wurde übernommen. Während die Vorderräder an MacPherson-Federbeinen und Querlenkern einzeln aufgehängt waren, war hinten eine Starrachse mit Halbelliptik-Blattfedern und Teleskop-Stoßdämpfern eingebaut. Die Wagen waren als 2- oder 4-türige Limousine oder 5-türiger Kombi erhältlich und erreichten eine Höchstgeschwindigkeit von 135 km/h.
1968 wurde der 1200 dem 1000 zur Seite gestellt. Sein Motor mit fünffach gelagerter Kurbelwelle besaß 1169 cm³ Hubraum und leistete zwischen 58 und 68 bhp (43–50 kW), je nach den jeweiligen Landesvorschriften. Im Unterschied zu vielen anderen damaligen japanischen Motoren drehte dieser nicht so sehr hoch (Nenndrehzahl: 5500/min). Der 1200 war auch als 2-türiges Coupé erhältlich und erreichte eine Höchstgeschwindigkeit von 150 km/h.
1970 ersetzte der 1300 den 1200; er hatte einen Vierzylinder-OHC-Reihenmotor mit 1272 cm³ und 69 bhp (51 kW) zu bieten.

### Familia Rotary in Japan und Nordamerika

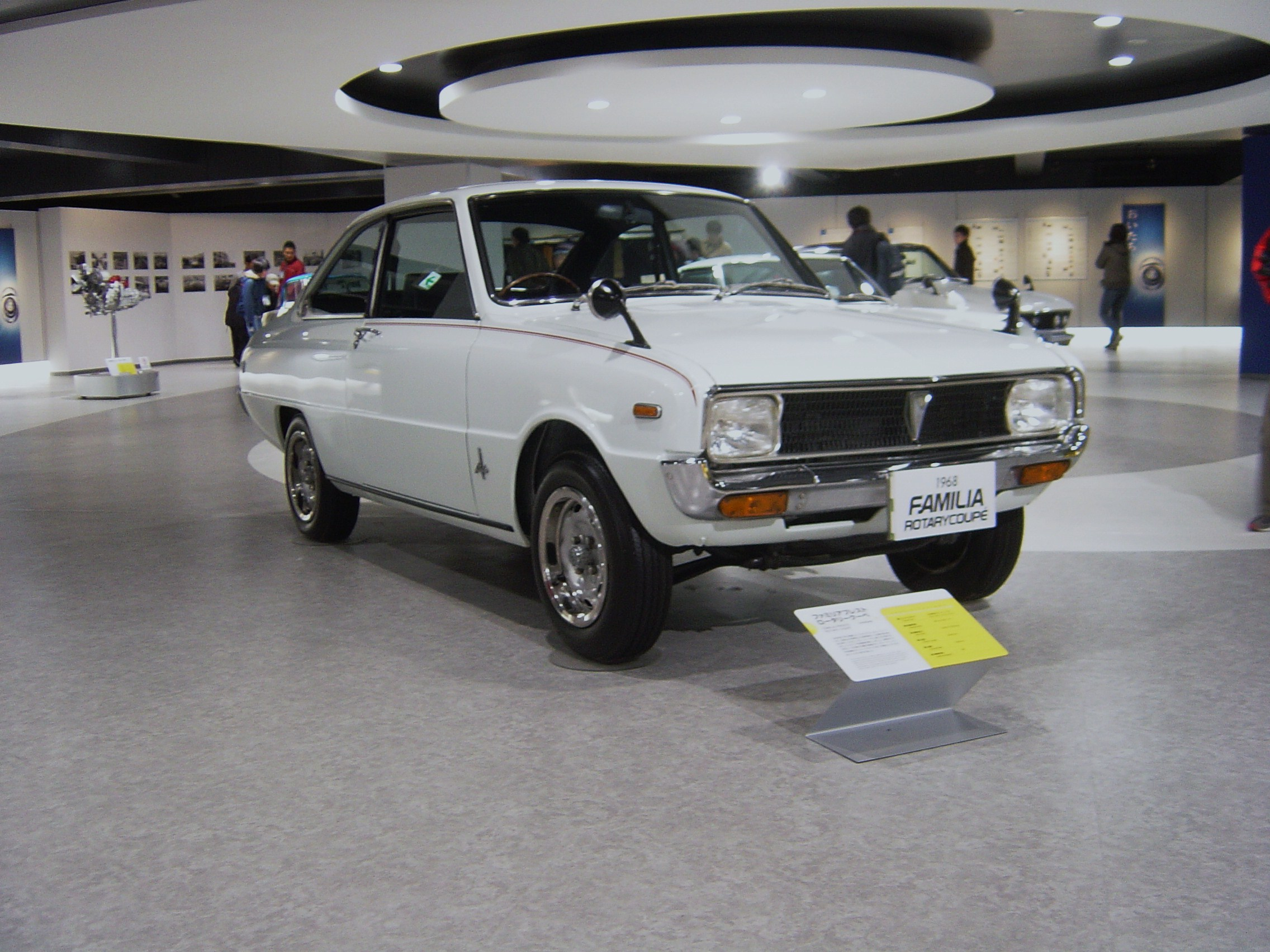
Mazda Familia Rotary Coupé (1968)

Außer den Varianten mit Hubkolbenmotoren bot Mazda ab 1968 das Coupé Mazda R100 und ab 1969 die Limousine mit einem 2-Scheiben-Wankelmotor an, dessen Kammervolumen 2 × 491 cm³ betrug. Er leistete 100 bhp (74 kW) bei 7000 min−1 und beschleunigte die Fahrzeuge auf 175–180 km/h.
1972 ersetzte der RX-3/Savanna den Familia Rotary.

## Mazda Familia Presto Japan / Mazda 1000/1300 Export 1973–1977 (FA3)

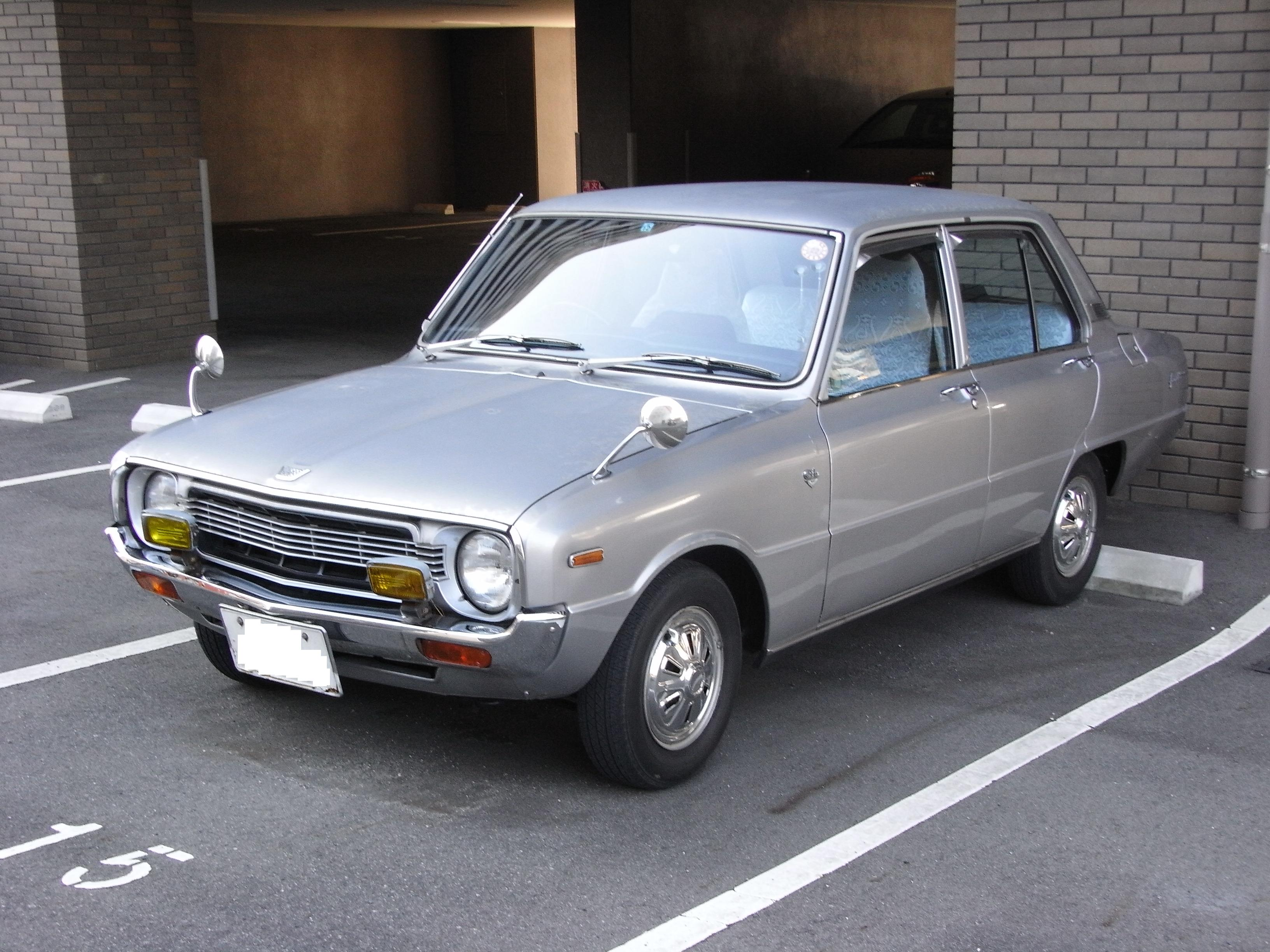
Familia Presto

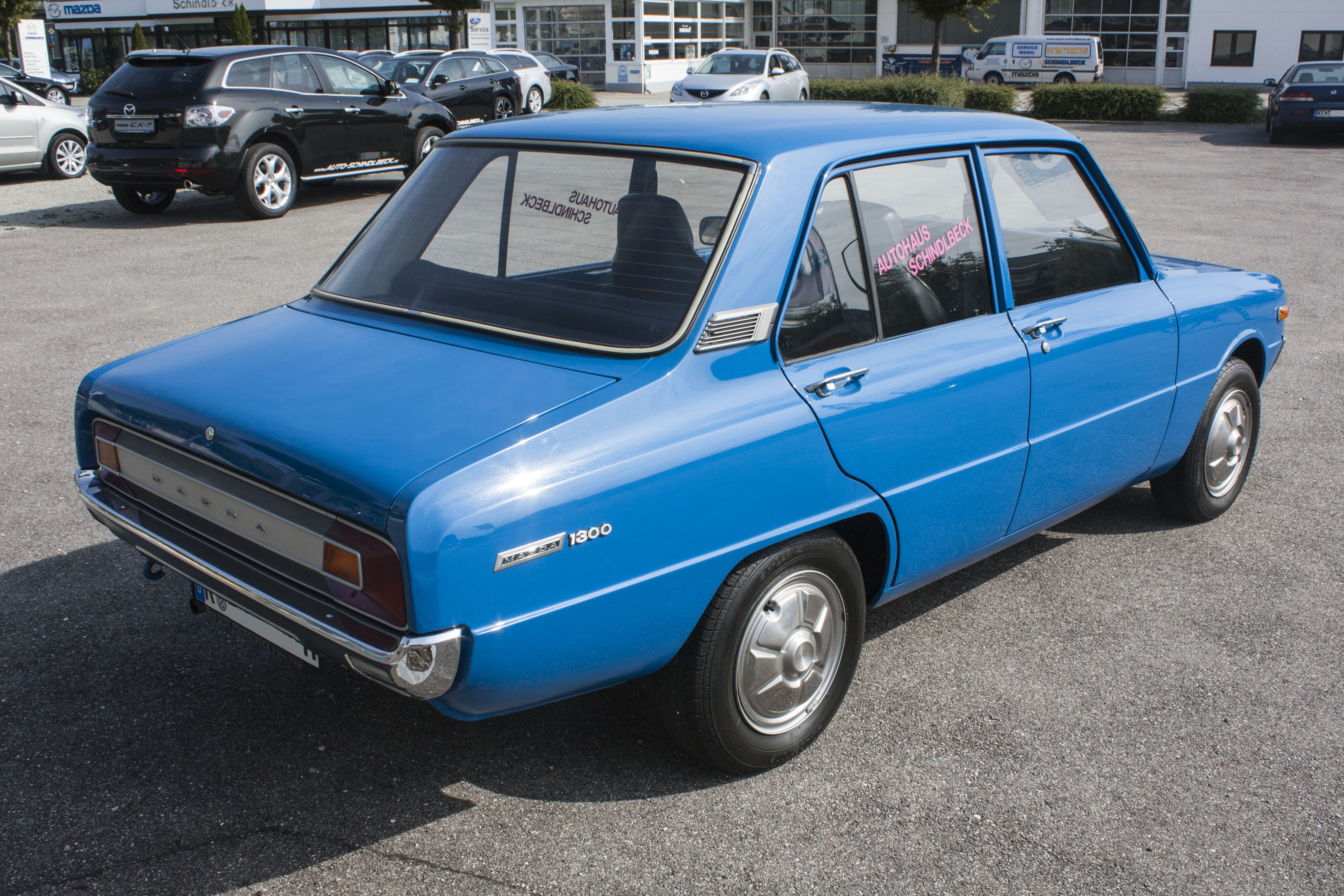
Mazda 1300 Heckansicht

1973 wurde die Modellreihe überarbeitet und nun zum Mazda Familia Presto bzw. Mazda 1000 und 1300. Während die Limousine und das Coupe neu gestaltet waren, blieben der Pickup und der Kombi im Karosseriedesign unverändert. Erst im März 1974 kam die Modellreihe erstmals als Mazda 1300 nach Deutschland als 2-türige Limousine und ab Juni 1974 als 4-türige Limousine. Der 1,3 l-R4.Motor leistete 66 PS (44 kW) bei 6000 min−1. Ab September 1974 gab es auch das Modell 1000 in beiden Karosserievarianten. Der 1,0 l-R4-Motor leistete 45 PS (33 kW) bei 5800 min−1.
Im Oktober 1975 wurde die Leistung des 1,3 l-Motors auf 60 PS (44 kW) bei 5500 min−1 zurückgenommen. Die Zweitürer bekamen einen Beifahrersitz, der beim Vorklappen der Lehne nach vorne gleitet, um den Einstieg für die Fondpassagiere zu erleichtern. Im Februar 1977 endete die Produktion der Baureihe und sie wurde durch den Mazda Familia AP, im Export Mazda 323, abgelöst.

### Kia Brisa 1973–1981
Kia Motors baute die Modellreihe ab 1973 als erstes Pkw-Modell im ersten Kia-Werk.